# Alfredo Chaves (ort)
Alfredo Chaves är en ort i Brasilien.   Den ligger i kommunen Alfredo Chaves och delstaten Espírito Santo, i den sydöstra delen av landet, 900 km sydost om huvudstaden Brasília. Alfredo Chaves ligger 19 meter över havet och antalet invånare är 6 422.
Terrängen runt Alfredo Chaves är huvudsakligen kuperad, men åt sydost är den platt. Alfredo Chaves ligger nere i en dal. Runt Alfredo Chaves är det ganska tätbefolkat, med 93 invånare per kvadratkilometer.. Alfredo Chaves är det största samhället i trakten.
Omgivningarna runt Alfredo Chaves är huvudsakligen savann.